# Kyriaki Konstantinidou
Kyriaki „Korina“ Konstantinidou (griechisch Κυριακή Κωνσταντινίδου, * 30. November 1984 in Thessaloniki, Griechenland) ist eine ehemalige griechische Radrennfahrerin, die im Bahnradsport (Podilatikos Omilos Volos, PO Volos) aktiv war und Teil des Nationalteams war. Sie nahm mit dem Team an den Olympischen Sommerspielen 2004 in Athen teil, erreichte jedoch nur Rang 16. Trainiert wurde sie 2004 von ihrem Vereinskollegen Kostas Georgiadis. Vorher stellte sie 2001 einen griechischen Rekord im Bahnradsport auf und gewann 2002 eine Bronzemedaille bei der Europameisterschaft in Deutschland.